# 沈其荣
沈其荣，（1957年8月—），南京农业大学副校长，党委常委，国家教学名师，植物营养学科点（国家重点学科）负责人，南京农业大学植物营养学博士，博士生导师, 农业部科技委委员，教育部科技委委员，江苏省固体有机废弃物资源化利用高技术重点实验室主任、教育部资源节约型肥料工程技术研究中心主任，中国土壤学会副理事长，中国植物营养与肥料学会常务理事兼中国有机肥专业委员会主任，中国有机（类）肥料产业技术创新联盟理事长，担任《Pedosphere》（SCI刊物）副主编，《Plant Soil》（SCI刊物）、《土壤学报》、《水土保持学报》以及《南京农业大学学报》编委。

## 生平
1978年至1987年在南京农业大学学习，分别在1982年获学士学位，在1985年获硕士学位，在1987年获博士学位。就学期间先后在英国伦敦大学、英国Reading大学、德国Kiel大学做访问学者。
毕业之后，于1988年在南京农业大学任讲师。1992年起评为南京农业大学副教授1995年12月后担任南京农业大学教授、博士生导师。同年11月任南京农业大学资环系系主任、资环学院院长。2006年2月，任南京农业大学副校长、常委。